# Tystberga socken
Tystberga socken i Södermanland ingick i Rönö härad och är sedan 1971 en del av Nyköpings kommun, från 2016 inom Tystberga-Bälinge distrikt.
Socknens areal är 89,36 kvadratkilometer, varav 85,79 land. År 1953 fanns här 1 126 invånare. Slottet Björksund samt tätorten och kyrkbyn Tystberga med sockenkyrkan Tystberga kyrka ligger i socknen.  

## Administrativ historik
Tystberga socken har medeltida ursprung. 
Vid kommunreformen 1862 övergick socknens ansvar för de kyrkliga frågorna till Tystberga församling och för de borgerliga frågorna till Tystberga landskommun. Landskommunen utökades 1952 och uppgick 1971 i Nyköpings kommun. Församlingen uppgick 1998 i Tystberga-Bälinge församling, vilken 2002 uppgick i Tystbergabygdens församling.
1 januari 2016 inrättades distriktet Tystberga-Bälinge, med samma omfattning som Tystberga-Bälinge församling hade 1999/2000 och fick 1992, och vari detta sockenområde ingår.
Socknen har tillhört län, fögderier, tingslag och domsagor enligt vad som beskrivs i artikeln Rönö härad.  De indelta soldaterna tillhörde Livregementets grenadjärer, Södermanlands kompani. De indelta båtsmännen tillhörde Andra Södermanlands båtsmanskompani.

## Geografi

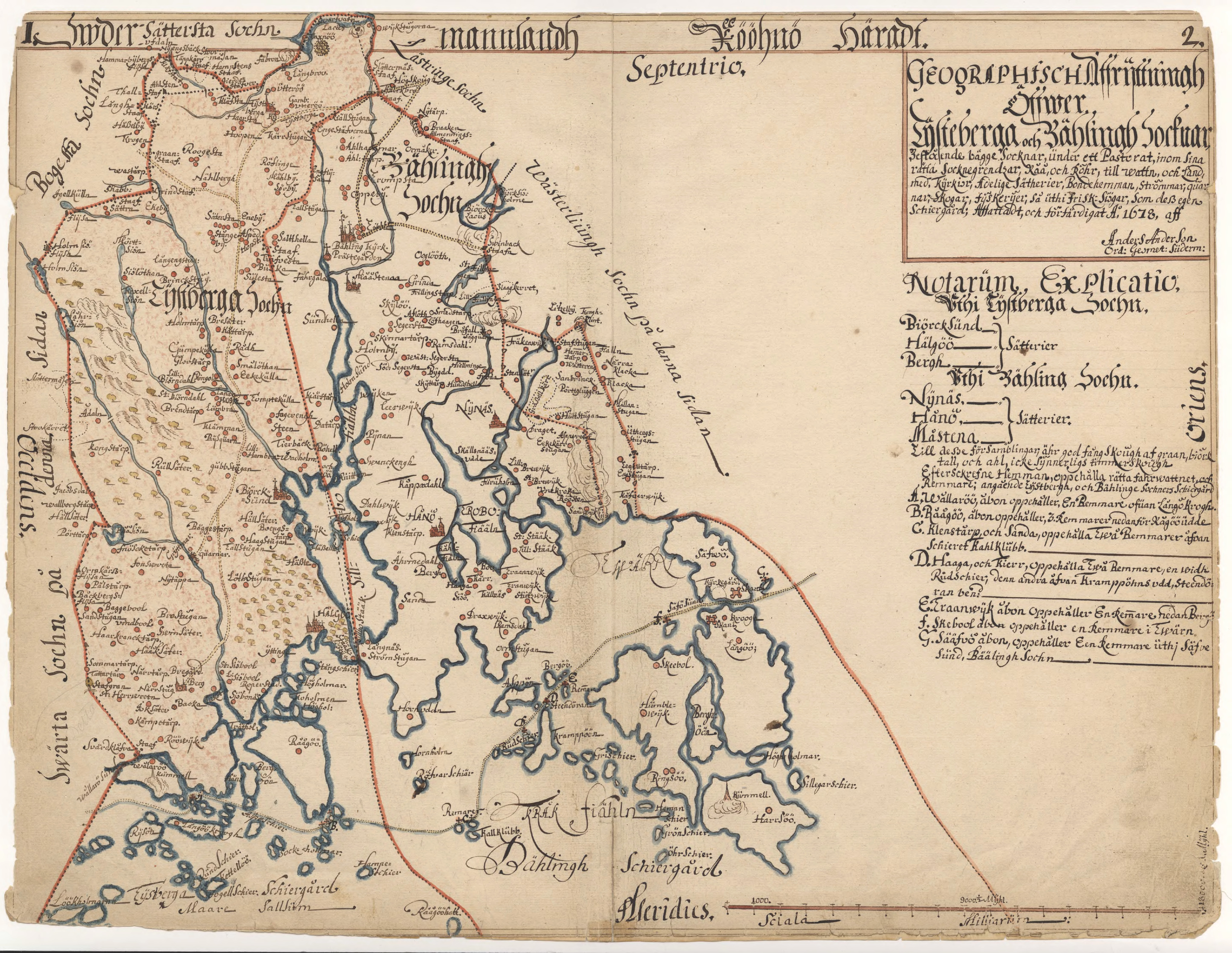
Karta över Tystberga och Bälinge socknar, Södermanland, 1678.

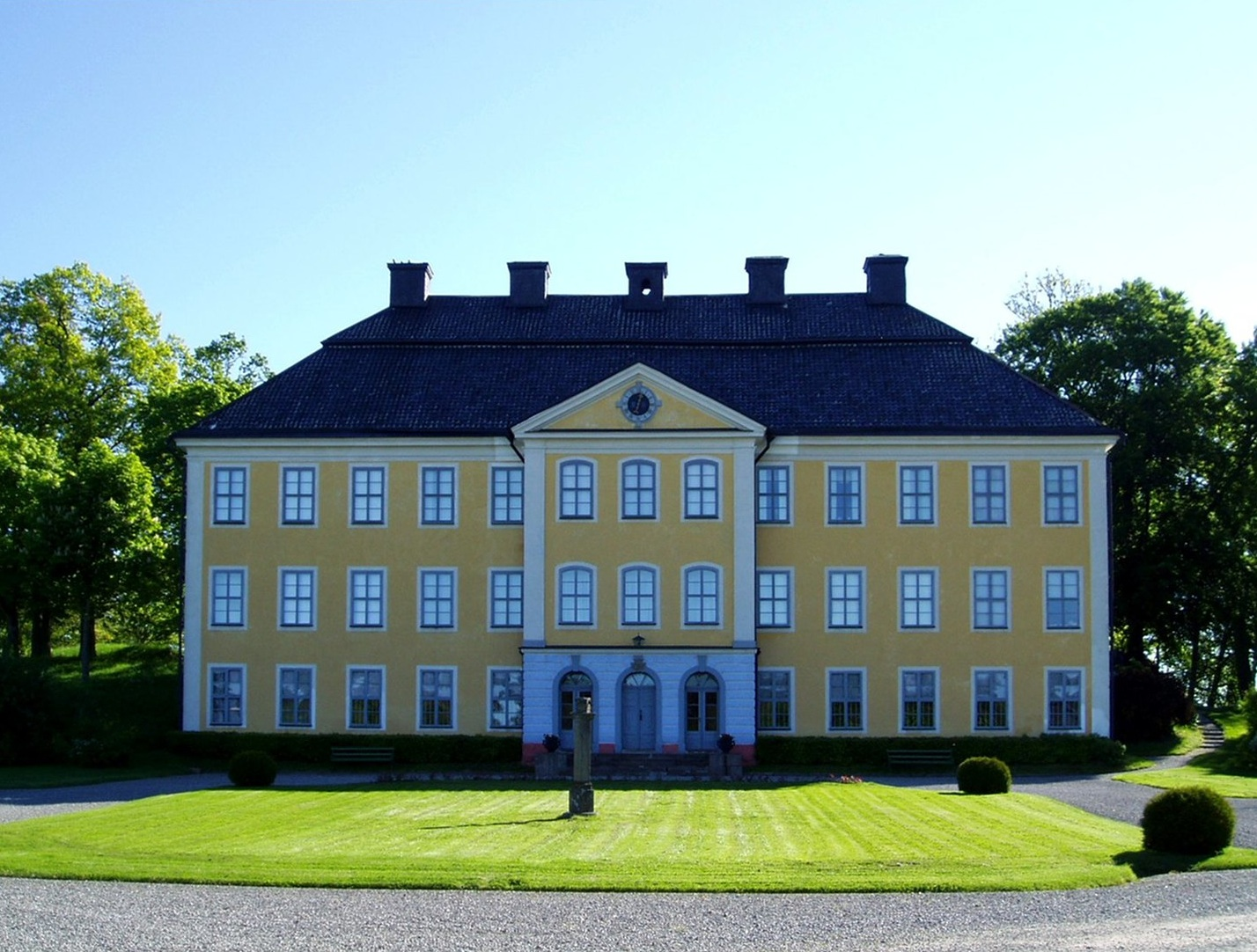
Björksunds slott.

Tystberga socken ligger öster om Nyköping med sjön Svarvaren i norr och skärgård i Östersjön i söder med öar som Rågö och Lagnö. Socknen har odlade slättpartier som omges av skogsbygd.
Socknen genomkorsas, förutom av E4, av länsväg 219 samt järnvägen Nyköpingsbanan. År 1933 fanns här 2 159 hektar åker och 3 976 hektar skogsmark.

### Geografisk avgränsning
Tystberga sockens nordligaste punkt ligger i sjön Svarvaren (7 meter över havet). Sjön ligger invid motorvägen E4 cirka två kilometer sydväst om Lästringe kyrka. Den nordligaste bebyggelsen i socknen är byn Vikstugan på sydsidan av Svarvarens nordöstra ände. I sjön ligger "tresockenmötet" Tystberga-Sättersta-Lästringe. 
Tystberga socken gränsar mot Lästringe socken på en sträcka av cirka två kilometer helt i nordost. Gränsen går från Svarvarens nordöstra del nästan rakt söderut till en punkt cirka 200 meter sydost om Hjortronmossen. Här ligger "tresockenmötet" Tystberga-Lästringe-Bälinge, varifrån Tystberga gränsar mot Bälinge socken i öster. 
Den nordliga del av socknen vars avgränsning beskrivits ovan domineras av bygden kring Tystberga tätort och Tystberga kyrka. Kyrkan ligger cirka två kilometer nordost om tätorten. Europaväg 4 korsar socknens allra nordvästligaste delar, men endast på en sträcka av cirka två kilometer.
Gränsen mellan Tystberga socken och Bälinge socken korsar järnvägen i höjd med gården Majhem och fortsätter mot söder in i skogsområdet väster om Måstena (i Bälinge) och Sundhällafjärden. Gränsen korsar den i skogen belägna Sundhällamossen och faller ut i Sibbofjärden vid Röhällsö, cirka en kilometer nordost om Björksunds slott. Gränsen korsar Sibbofjärden, som genom landhöjning blivit en insjö skild från havet genom en smal landtunga vid Strömstugan i söder.
Sockengränsen följer avflödet från Sibbofjärden ut i Kråkfjärden av Östersjön. Kråkfjärden ligger några kilometer sydväst om Studsvik (i Bälinge socken). Sockengränsen mellan Tystberga och Bälinge går över Kråkfjärden rakt ut i havet. Längst ut i havet och inom Tystberga socken ligger Persmässhällen och Sundsbådan, vilka båda är delar av Rågö naturreservat, som ligger i Tystberga sockens sydöstra skärgård. Största ö är Rågö. Utanför naturreservatet, längre västerut i Tystberga skärgård, ligger bland annat Bergö, Backa holmar, Langö, Risö samt Lökholmarna. På Trutbådan ligger en fyr. Tystberga sockens sydligaste punkt med fast mark är Norra Lillhammarsgrund.
I söder har socknen vattengräns mot Oxelösunds kommun tidigare Oxelösunds stad. Sydväst om Lökholmarna ligger "tresockenmötet" Tystberga-Oxelösund-Svärta. Härifrån gränsar Tystberga mot Svärta socken i väster (sydväst). Gränsen mellan de två når fastlandet mellan samhällena Vålarö i Tystberga och Svärdsklova i Svärta. Sockengränsen går sedan mot nordväst fram till "tresockenmötet" Tystberga-Svärta-Bogsta, som ligger invid E4. Tystberga gränsar mot Bogsta socken på en sträcka av ca fem kilometer fram till Blåbärskärret och "tresockenmötet" Tystberga-Bogsta-Sättersta, varifrån socknen gränsar mot Sättersta socken fram till Svarvaren.

## Fornlämningar

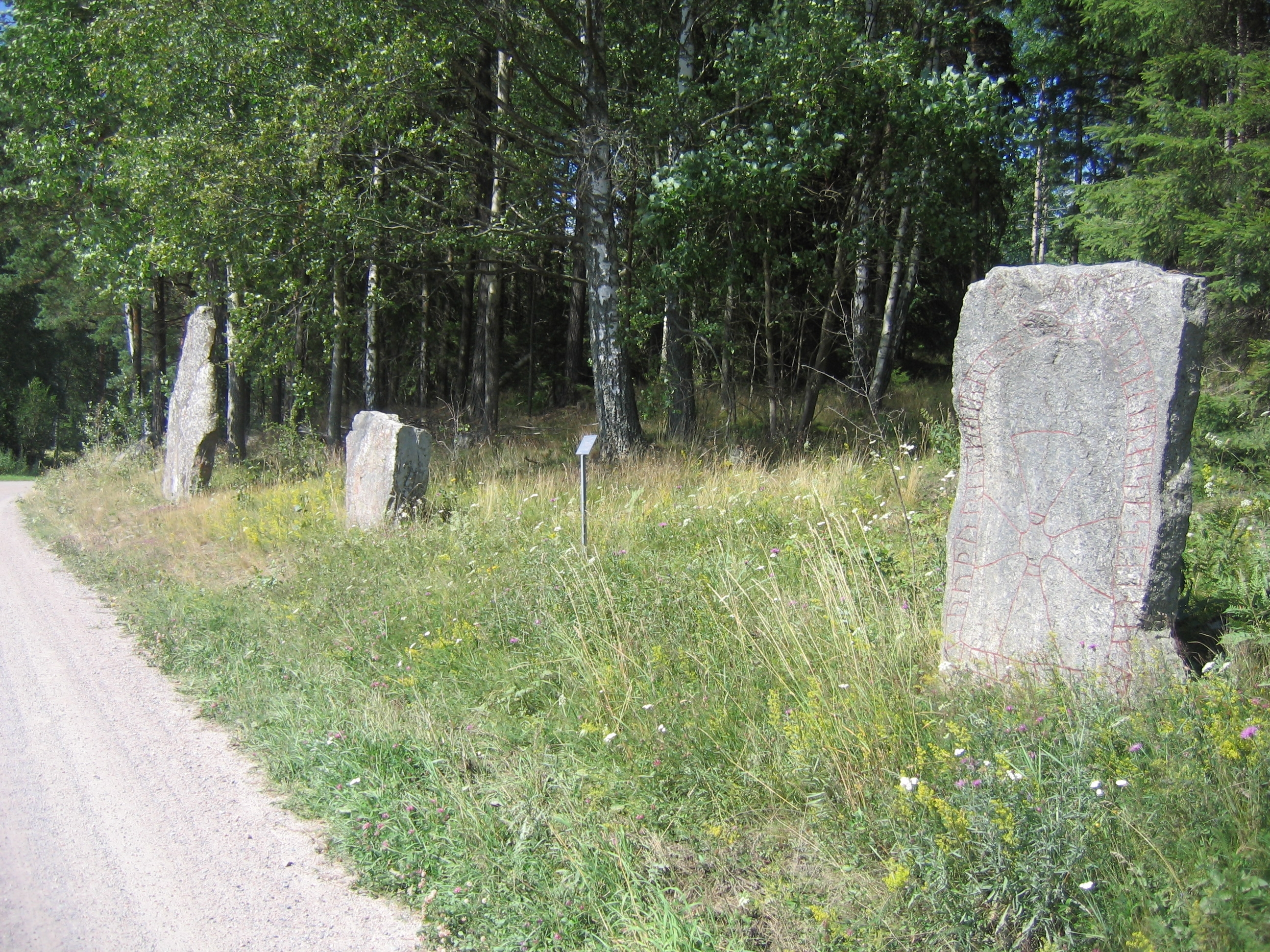
Runstenarna Sö 173 och Sö 374.

Från bronsåldern finns gravrösen och skärvstenshögar. Järnåldern märks genom 45 gravfält. De flesta av dem är från yngre järnåldern. Det finns även en fornborg samt tre runstenar inom socknen. En av runstenarna är en Ingvarssten. Dessutom finns det inom området tio så kallade avhysta bytomter.

## Namnet
Namnet (1284 Thustaberga) kommer från en gård. Efterleden innheålelr berg syftande på att kyrkan ligger på en höjd. Förledens tolkning är oklar.